# Nationale Kommission für den Datenschutz
Die Nationale Kommission für den Datenschutz (CNPD)  (Französisch: Commission Nationale pour la Protection des Données) ist die nationale Behörde für Datenschutz in Luxemburg.
Die CNPD ist eine weisungsunabhängige Behörde mit Sitz in Luxemburg. Sie wurde durch Gesetz zum Schutz personenbezogener Daten bei der Datenverarbeitung vom 2. August 2002 geschaffen. Zu ihren Aufgaben zählt die rechtliche Kontrolle der Verarbeitung personenbezogener Daten, die Überprüfung von Beschwerden und die Beratung der Regierung in Sachen Datenschutz.
Die CNPD ist ein Kollegium, das aus drei ordentlichen Mitgliedern und drei Ersatzmitgliedern besteht. Sie werden auf Vorschlag des Regierungsrates vom Großherzog ernannt und entlassen. Eine Amtszeit dauert sechs Jahre und kann einmal verlängert werden.
Vorsitzender ist Gérard Lommel, der Luxemburg auch in der Artikel-29-Datenschutzgruppe vertritt.
Die CNPD ist derzeit noch nicht Mitglied der Internationalen Konferenz der Beauftragten für den Datenschutz und den Schutz der Privatsphäre, wurde aber auf der 27. Internationalen Datenschutzkonferenz vom 14. bis 16. September 2005 in Montreux zur Aufnahme vorgeschlagen.